# Drosophila tomasi
Drosophila tomasi är en tvåvingeart som beskrevs av Ana I. Vela och Violeta L. Rafael 2001. Drosophila tomasi ingår i släktet Drosophila och familjen daggflugor.
Artens utbredningsområde är Ecuador.